# Iron Beam
Iron Beam (tia sắt) là một hệ thống phòng thủ được Tập đoàn quốc phòng Rafael phát triển. Hệ thống lá chắn này sẽ sử dụng tia laser để đánh chặn những quả rốc két tầm ngắn và đạn cối.
Hệ thống mới được thiết kế để đối phó với những mối đe dọa có đường đạn quá thấp so với tầm đánh chặn hiệu quả của một hệ thống phòng thủ khác mà là Iron Dome (Vòm Sắt).
Giới chức Israel khẳng định, Vòm Sắt hiện có thể ngăn chặn đến 80% những quả rốc két bắn vào lãnh thổ Israel. 
Iron Beam đốt nóng các đầu đạn cối có tầm xa đến 7 km. Chi phí đánh chặn bằng Iron Beam thấp hơn nhiều so với Vòm Sắt.